# إدوارد بي. ألين
إدوارد بي. ألين هو محامي وسياسي أمريكي، ولد في 28 أكتوبر 1839 في بلدة شارون في الولايات المتحدة، وتوفي في 25 نوفمبر 1909 في يبسيلانتي في الولايات المتحدة بسبب سكتة دماغية. نشط حزبياً في الحزب الجمهوري. وقد انتخب عضو مجلس نواب ميشيغان ‏ وانتخب عضو مجلس النواب الأمريكي ‏.